# Festival Amante
El festival Amante es un festival de música indie, pop, rock, que se celebra en la localidad de Borja (provincia de Zaragoza, España) durante el mes de agosto. Se caracteriza por su mezcla de exposiciones, gastronomía, vino, actividades infantiles y música.

## Historia
El festival Amante nació en 2017, y se llevó a cabo el 19 de agosto. Esta edición contó con artistas como Elefantes, Second, Miss Caffeina y consiguió atraer a 1500 personas a sus dos escenarios: Ruta de la Garnacha, localizado en la plaza del mercado, y Escenario Ámbar, situado en la carpa municipal.
En 2018 el festival, en su segunda edición, incluyó dos días más, y comenzó a disponer de zona de acampada. También introdujo un nuevo lugar para sus conciertos además de los anteriores, este es el Jardín Vertical, localizado muy cerca de la plaza del mercado. Esta segunda edición se celebró del 3 al 5 de agosto, y contó con artistas como Celtas Cortos, Shinova, Sidonie, Varry Brava.

Concierto en la plaza del Mercado

En 2019 el festival proporcionó una nueva zona de acampada (ECO-Camping), con más comodidades que la zona de acampada de la edición anterior. Esta vez los escenarios fueron Puerto de Indias, situado en la plaza del mercado, y Escenario Ámbar. Esta tercera edición se celebró del 16 al 18 de agosto. El cartel contaba con la presencia de artistas como Dorian, Carlos Sadness, Viva Suecia, Los Secretos.

## Carteles

### Cartel 2019[6]
| Viernes 16 de agosto | Sábado 17 de agosto | Domingo 18 de agosto |
| -------------------- | ------------------- | -------------------- |
| Tardeo Zaragoza      | Texxcoco            | Rafa Aariño          |
| Siloé                | Mikel Erentxun      | Nunatak              |
| Carlos Sadness       | Bitches Deejays     |                      |
| ME&Dj´s              | Viva Suecia         |                      |
| Religión             | Tardeo Zaragoza     |                      |
|                      | Los Secretos        |                      |
|                      | Dorian              |                      |
|                      | Amatria             |                      |
|                      | Innmir              |                      |

### Cartel 2018[4]
| Viernes 3 de agosto | Sábado 4 de agosto | Domingo 5 de agosto |
| ------------------- | ------------------ | ------------------- |
| The Noises          | Facundo            | Los flamingos       |
| ME&Dj´s             | Celtas Cortos      |                     |
|                     | Ochoymedio Dj´s    |                     |
|                     | Shinova            |                     |
|                     | Sidonie            |                     |
|                     | Varry Brava        |                     |
|                     | We Are Not Dj´s    |                     |

### Cartel 2017[3]
| Sábado 19 de agosto |
| ------------------- |
| Chía                |
| Me & Dj´s           |
| Ochoymedio Dj´s     |
| Warm Up Mr&Mr Dj´s  |
| Second              |
| Elefantes           |
| Miss Caffeina       |
| Eme Dj              |